# Random Energy Model
Das Random Energy Model (abgekürzt REM) ist ein Spielzeugmodell in der statistischen Physik der ungeordneten Systeme, das 1980 von Bernard Derrida vorgeschlagen wurde. 
Es beschreibt ein System mit folgenden drei Eigenschaften:
- Es gibt {\displaystyle 2^{N}} Zustände mit Energien {\displaystyle E_{i}}.
- Die Energien {\displaystyle E_{i}} sind gaußverteilt.
- Die Energien sind unabhängige Zufallsvariablen.

Das Besondere am REM ist, dass es sich exakt lösen lässt, und sich trotz seiner Einfachheit wichtige Konzepte der statistischen Physik wie die eingefrorene Unordnung (quenched disorder), Replika-Symmetrie und Replika-Symmetrie-Brechung (RSB) an ihm studieren lassen. Betrachtet man ein REM-System in einem äußeren Magnetfeld, so findet man einen temperaturabhängigen Phasenübergang zwischen einer eingefrorenen und einer paramagnetischen Phase.